# Crocin
Crocin ist ein natürlicher, gelber bis orangeroter  Farbstoff, der in Pflanzen, vor allem in verschiedenen Krokus- und Gardeniaarten, vorkommt und zur Klasse der Carotinoide zählt.

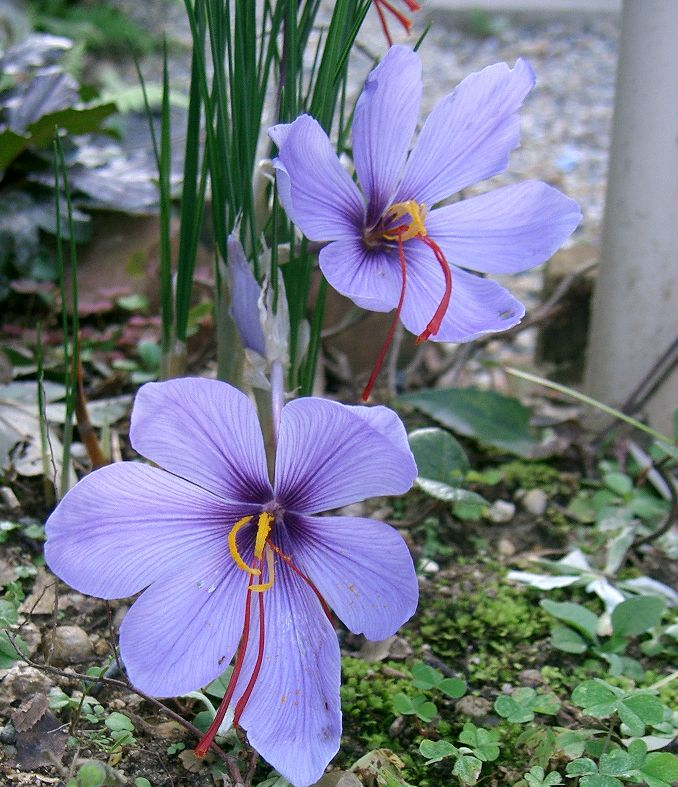
In den Stigmata des Safrans (Crocus sativus L.) kommt Crocin vor.

Der Farbstoff ist ein Ester des Zweifachzuckers Gentiobiose mit der Dicarbonsäure Crocetin und wasserlöslich.
Nach einer Studie aus dem Jahr 2008 wurden für Crocin aphrodisierende Eigenschaften bei Laborratten nachgewiesen. Des Weiteren wurden in Versuchen antiproliferative, antioxidative und potentiell antidepressive Wirkungen des Crocins ermittelt.
Der maximale Effekt liegt bei 160–320 mg/kg, jedoch können beim Menschen schon ab 60 mg/kg Safran Vergiftungserscheinungen auftreten.